# カナダヤマアラシ
カナダヤマアラシ（Erethizon dorsatum）はアメリカヤマアラシ科の種。北アメリカ大陸で2番目に大きな齧歯類である（最大はアメリカビーバー）。テンジクネズミ型類であり、先祖は3,000万年前に大西洋を横断してやってきた後、300万年前のアメリカ大陸間大交差でできたパナマ地峡を通り北アメリカに達した。

## 分布・生息地
分布はカナダ、アメリカ合衆国北部、メキシコ北部の一部。川沿いの温帯林、ツンドラに生息する。

## 形態
体長は65-80cm、尾長は15-30cm。針の色は黄色味のある白色で、先端は黒または褐色である。頭部では針の長さは8cmになることもある。長い針からなるたてがみを持つ。四肢は短く、足の裏には毛がない。

## 生態
植物食。夜行性で、単独性強いが、冬には数頭で巣を共有することもある。他のヤマアラシ類に比してよく鳴き、特に求愛期（初冬）には様々な声で鳴く。